# Ampliación de la Laguna
Ampliación de la Laguna är en ort i Mexiko.   Den ligger i kommunen General Terán och delstaten Nuevo León, i den centrala delen av landet, 700 km norr om huvudstaden Mexico City. Ampliación de la Laguna ligger 328 meter över havet och antalet invånare är 102.
Terrängen runt Ampliación de la Laguna är platt. Runt Ampliación de la Laguna är det mycket glesbefolkat, med 6 invånare per kvadratkilometer. Närmaste större samhälle är Montemorelos, 15,9 km sydväst om Ampliación de la Laguna. Trakten runt Ampliación de la Laguna består till största delen av jordbruksmark.